# Château de Penvern
Pour les articles homonymes, voir Penvern.
Le château de Penvern est un château de Persquen, dans le Morbihan construit par le comte François du Pérenno.

## Localisation
Le château est situé à environ 3,4 km à vol d'oiseau au sud-ouest du centre-bourg de Persquen et environ 3,6 km au sud-est du centre-bourg de Lignol.

## Histoire
Un premier manoir est érigé sur les terres de Penvern au XVe siècle. Les terres de Penvern appartiennent successivement aux familles Longueval (XIVe siècle), de Rohan (1377-1426) et du Pérenno qui les conserve jusqu'à la Révolution.
À la demande de François du Perenno,, cet édifice fait place, dans les années 1770, au château actuel. Le château, étant la demeure principale de la commune, est donc reconstruit. La famille Perenno a résidé dans ce château depuis le XIVe siècle jusqu'à la Révolution. En 1378, Guillaume Perenno y a composé un poème célébrant les exploits des Bretons en Italie sous le règne du pape Grégoire XI. En 1678, le baron François Du Perenno de Penvern y a épousé Marie Descartes, la nièce du célèbre philosophe René Descartes, dont le père était conseiller au parlement de Bretagne. Deux des frères de Descartes ont également exercé cette fonction et se sont installés en Bretagne.
Le 15 juin 1801, le chef chouan Julien Videlo, dit « Tancrède », y est arrêté alors qu'il y avait trouvé refuge.
Après la Révolution, le château passe à la famille Hercé, puis à la famille Marais (en 1913).
Les façades et toitures du corps de logis, de la chapelle et du pavillon de garde ainsi que les murets à piliers de la cour d'honneur, les jardins à terrasses et le parc sont inscrits au titre des monuments historiques par arrêté du 22 octobre 2009.

## Architecture
Le logis semble avoir été conçu par les ingénieurs militaires de Lorient, comme le suggère la sévérité de la façade sud-est. Une grande cour d'honneur rectangulaire, délimitée par des murets à piliers à l'ouest et au sud, prend place dans l'espace précédant le logis. Une chapelle et un pavillon en occupent les coins au sud et à l'est.
Des jardins en terrasses, quelques allées, un étang et un lavoir complètent l'environnement immédiat du château.